# 1827 en architecture
| Années de l'architecture : 1824 - 1825 - 1826 - 1827 - 1828 - 1829 - 1830    |
| Décennies de l'architecture : 1790 - 1800 - 1810 - 1820 - 1830 - 1840 - 1850 |

Cet article présente les faits marquants de l'année 1827 en architecture.

## Réalisations
- 12 septembre : inauguration du pont suspendu d'Ozimek en Pologne.
- Début de la construction des Portes de Narva à Saint-Pétersbourg (fin en 1834).
- Début des travaux de l'Athenaeum Club de Londres, dessiné par Decimus Burton.

## Récompenses
- Prix de Rome : Théodore Labrouste.

## Naissances
- 16 mai : Pierre Cuypers, architecte néerlandais († 3 mars 1921).
- 30 mai : Gustave Lecomte, architecte français († 2 décembre 1906).
- 15 octobre : Friedrich Adler († 15 septembre 1908.

## Décès
- x